# Pfarrhaus (Kaufering)

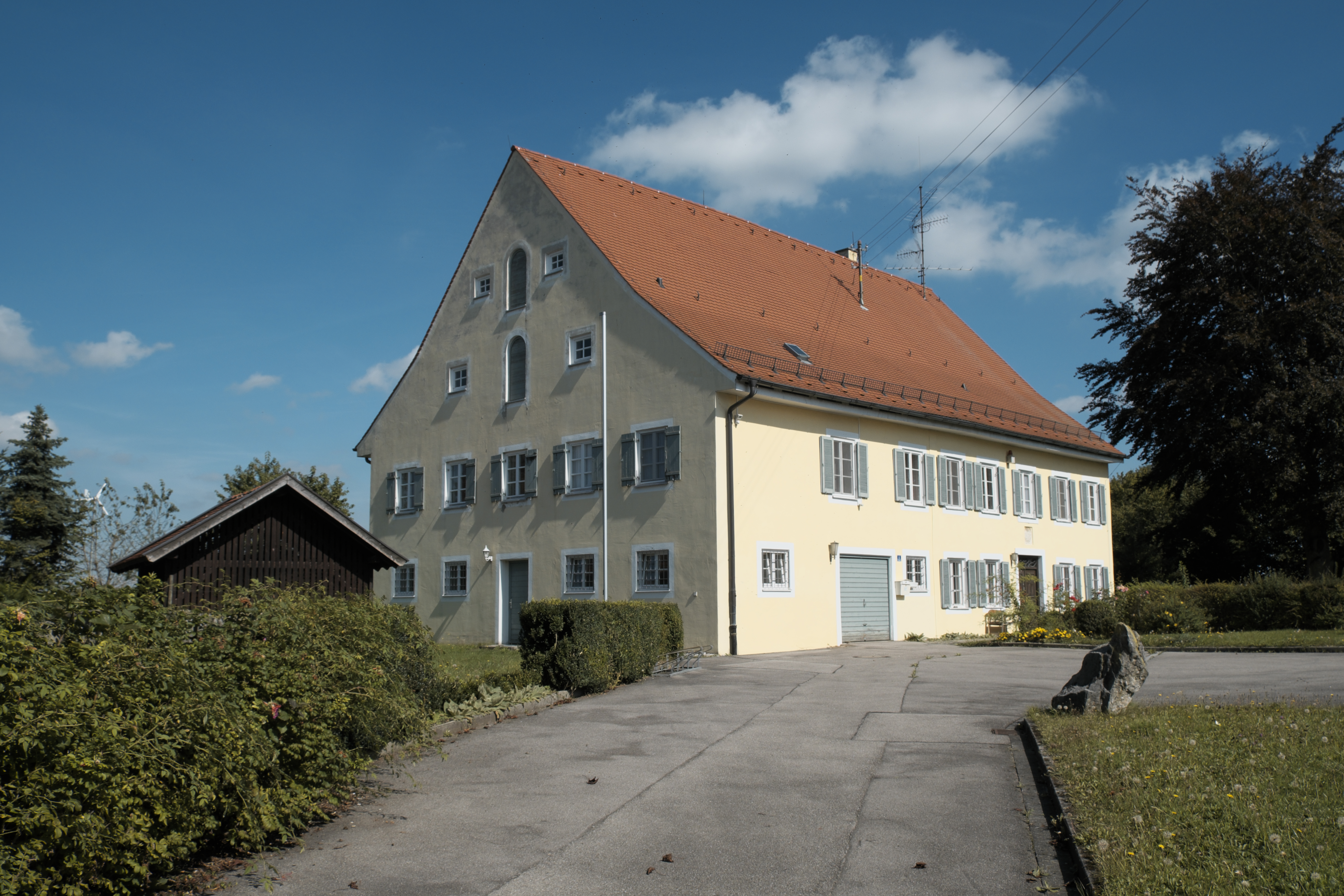
Pfarrhaus in Kaufering

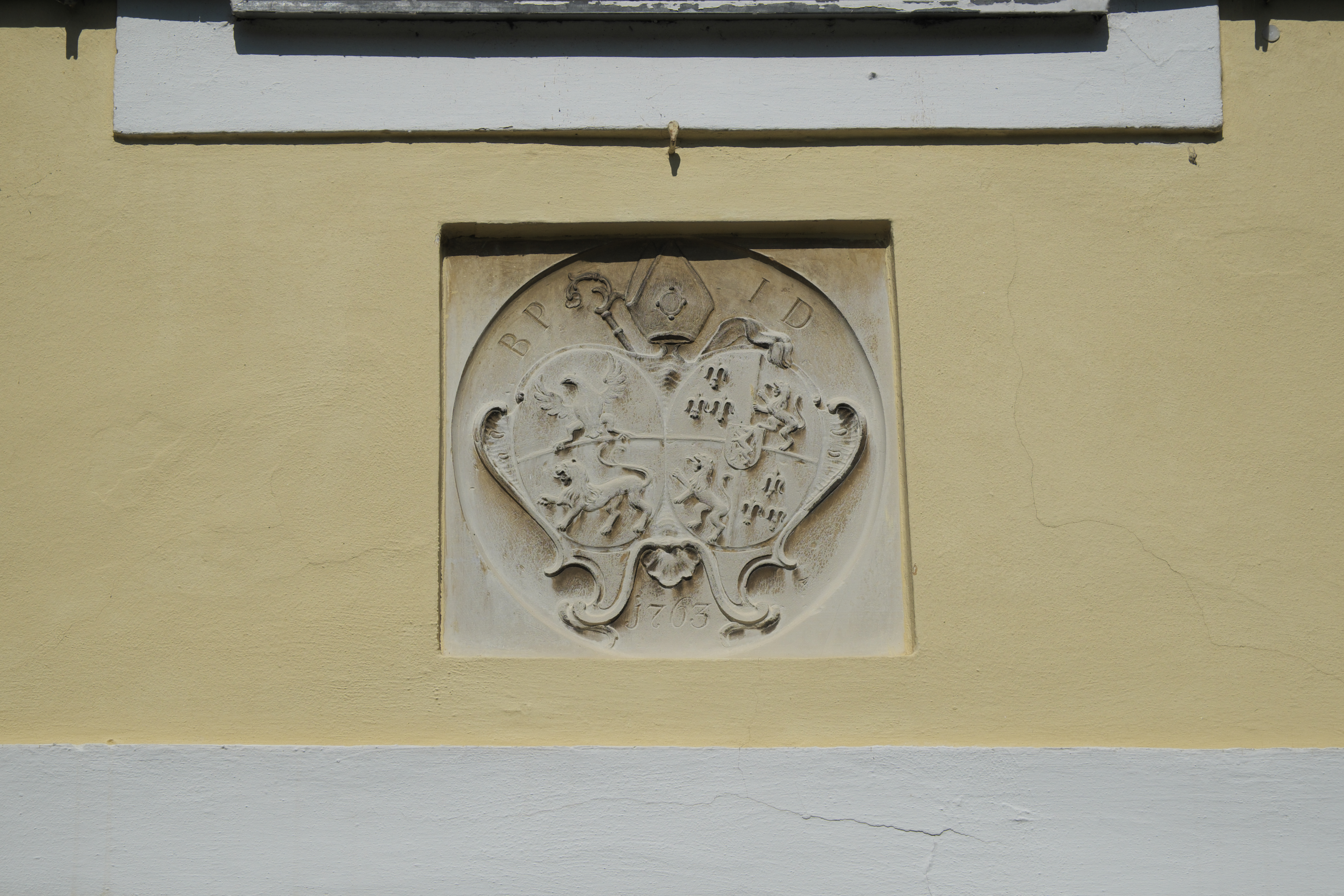
Wappen von Berchtold II. (Propst des Klosters Dießen) über dem Eingang, mit 1763 bezeichnet

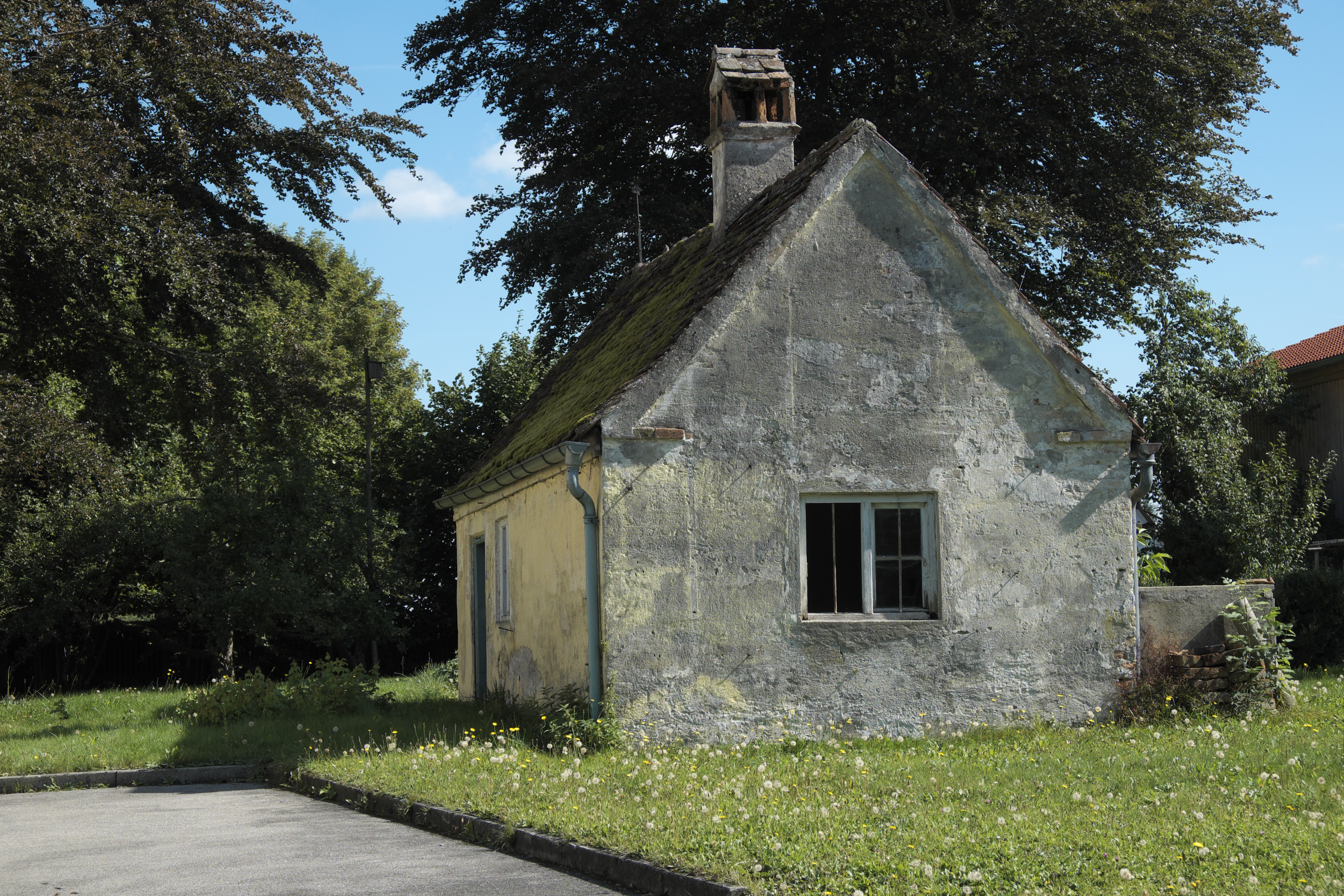
Ehemaliges Wasch- und Backhaus

Das Pfarrhaus in Kaufering, einer Marktgemeinde im oberbayerischen Landkreis Landsberg am Lech, wurde 1763 errichtet und 1838 erweitert. Das Pfarrhaus am Kirchberg 6, nordöstlich der katholischen Pfarrkirche St. Johannes der Täufer, ist ein geschütztes Baudenkmal.  

## Beschreibung
Der zweigeschossige Satteldachbau mit Aufzugsöffnungen ist ungegliedert. Über dem Portal ist das Wappen von Berchtold II., Propst des Klosters Dießen angebracht. Die zweiflügelige Haustür an der südlichen Traufseite mit geschnitzten Ornamentfeldern stammt aus der Mitte des 19. Jahrhunderts.
Das dazugehörige ehemaliges Wasch- und Backhaus, ein eingeschossiger Satteldachbau mit Kamin, wurde im 18./19. Jahrhundert errichtet.
Das Ökonomiegebäude wurde in den 1950er Jahren abgebrochen.